# Głuchów (gromada w powiecie kazimierskim)
Głuchów – dawna gromada, czyli najmniejsza jednostka podziału terytorialnego Polskiej Rzeczypospolitej Ludowej w latach 1954–1972.
Gromady, z gromadzkimi radami narodowymi (GRN) jako organami władzy najniższego stopnia na wsi, funkcjonowały od reformy reorganizującej administrację wiejską przeprowadzonej jesienią 1954 do momentu ich zniesienia z dniem 1 stycznia 1973, tym samym wypierając organizację gminną w latach 1954–1972.
Gromadę Głuchów z siedzibą GRN w Głuchowie utworzono – jako jedną z 8759 gromad na obszarze Polski – w powiecie pińczowskim w woj. kieleckim, na mocy uchwały nr 13h/54 WRN w Kielcach z dnia 29 września 1954. W skład jednostki weszły obszary dotychczasowych gromad Głuchów, Gunów-Kolonia, Kamieńczyce, Gunów-Wilków i Małoszów ze zniesionej gminy Boszczynek w tymże powiecie. Dla gromady ustalono 17 członków gromadzkiej rady narodowej.
1 stycznia 1956 gromada weszła w skład nowo utworzonego powiatu kazimierskiego w tymże województwie.
1 stycznia 1969 z gromady Głuchów wyłączono wsie Bolowiec i Małoszów włączając je do gromady Boszczynek, po czym gromadę Głuchów zniesiono 1 stycznia 1969 a jej (pozostały) obszar włączono do nowo utworzonej gromady Kamieńczyce.